# Heinrich II. (Reuß-Gera)

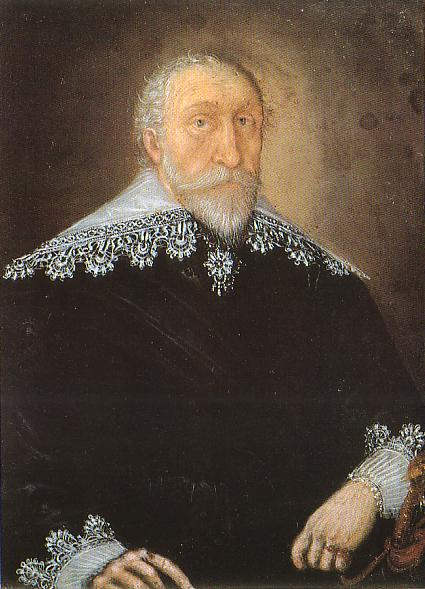
Heinrich II. Reuß

Heinrich (II.) Posthumus Reuß (jüngere Linie) (* 10. Juni 1572 in Gera; † 3. Dezemberjul. / 13. Dezember 1635greg. ebenda) war Herr zu Gera, Herr zu Lobenstein und Herr zu Ober-Kranichfeld.

## Biographie
Heinrich (II.) war der einzige und nachgeborene – daher Posthumus – Sohn des Heinrich XVI. (I.) Reuß zu Gera (1530–1572), des Begründers der jüngeren Linie Reuß, und dessen zweiter Gemahlin Gräfin Dorothea von Solms-Sonnenwalde (1547–1595).
Heinrich bemühte sich erfolgreich in seinem Land um die Förderung der Wirtschaft und des Schulwesens. So stiftete er im Jahr 1608 das Gymnasium Rutheneum in Gera. Gegen den Rat seiner lutherischen Theologen holte er calvinistische Glaubensflüchtlinge aus Flandern ins Land und siedelte sie in seiner Residenz Gera an. Dies führte zu einem Aufschwung der Wollfabrikation und zu einer ersten wirtschaftlichen Blüte. Unter seiner Regentschaft entwickelte sich Gera auch zu einem kulturellen Zentrum der reußischen Gebiete. Heinrich war Rat dreier Kaiser und häufig Gast an den Höfen in Wien und Dresden.

## Begräbnis und Gedenken

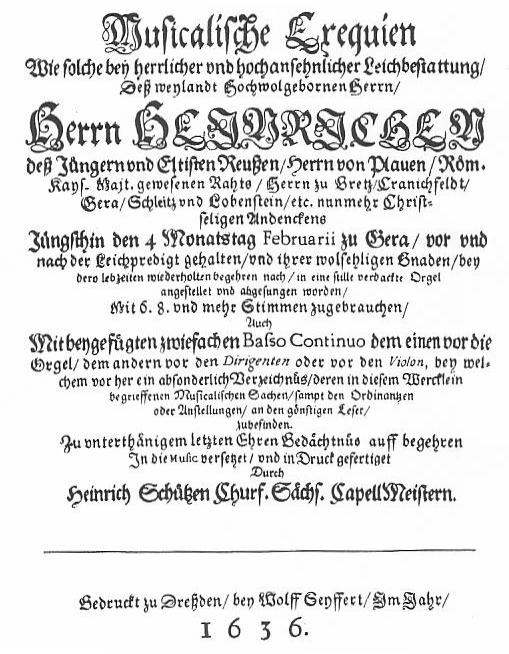
Titelseite der Musicalischen Exequien

Heinrich Posthumus wurde in der Reußen-Gruft unter der alten Johanniskirche in Gera beigesetzt.
Für seine Beisetzungsfeierlichkeiten am 4. Februar 1636 komponierte Heinrich Schütz die Musikalischen Exequien. Der Fürst hatte noch zu seinen Lebzeiten in seiner überlieferten Sterbens-Erinnerung Bibeltexte und reformationszeitliche Choralverse niedergeschrieben, mit denen sein Sarg beschriftet wurde. Diese wurden zur Grundlage des ersten Teils der Exequien. Der überlieferte kupferne Sarkophag, der Sarg des Heinrich Posthumus Reuß, ist als einer der ersten, wenn nicht der erste seiner Art herausragendes Zeugnis frühneuzeitlicher Begräbniskultur und nationales Kulturdenkmal von europäischem Rang.
Der gedruckten Ausgabe der Musikalischen Exequien hat Heinrich Schütz ein Gedicht „An den Christ-Seligst verstorbenen/Hochwolgebornen Herrn […]“ vorangestellt. Darin heißt es:
[…]

Der Ihr den Musen wart jhr Schirm / Schutz / Freud vnd Wonne /

Der Ihr der Gottesfurcht wart eine helle Sonne /

Der Ihr habt Schulen neu- vnd Kirchen aufferbaut /

Vnd sie bestellet wol / vnd embsig zugeschaut /

Damit der Gottesdienst werd ohne falsch geführet /

Vnd mit Gesang vnd Klang auffs lieblichste gezieret /

Der Ihr / wie David selbst auch eure Zung vnd Hand /

Durch gantz kunstreichen Schall / erhoben vnd gewandt

Zu GOttes Ehr und Preiß / mit andern Musicanten /

Die Ihr geliebt so sehr / daß solcher Kunst Verwanten

Vier tausend gleichfals Ihr euch hättet auch bestellt /

Wann Ihr gewesen wärt jhm gleich am Gutt vnd Gelt.

[…]

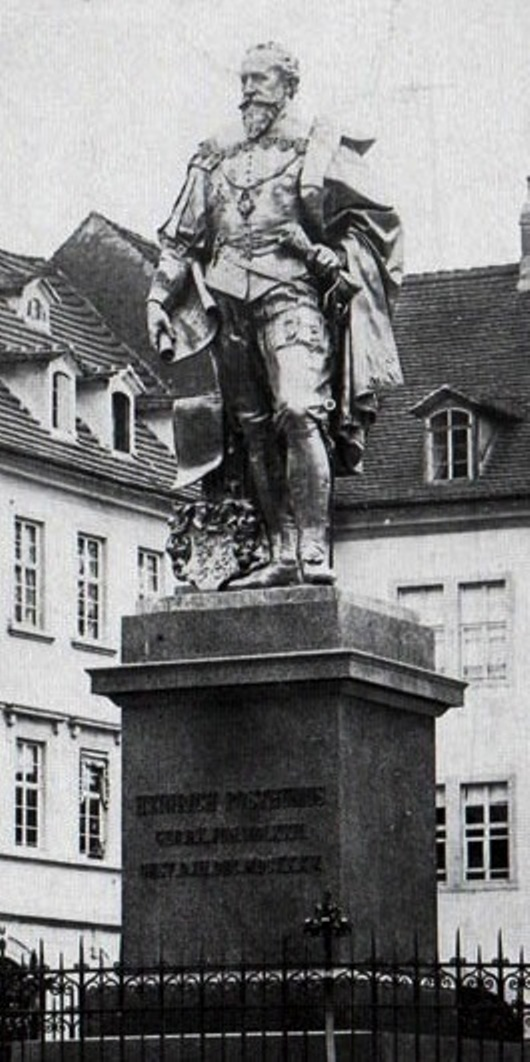
Denkmal in Gera, 1863 aufgestellt, 1958 zerstört

1863 wurde auf dem Johannisplatz in Gera ein Denkmal für Heinrich Posthumus mit überlebensgroßer Statue errichtet. Es wurde 1958 von der SED-Administration gegen den Willen der Bevölkerung beseitigt.
1922 wurden die Särge der Reußen aus der originalen Gruft auf dem Geraer Johannisplatz in verfügbare Depots der Geraer St.-Salvator-Kirche umgebettet. Im Jahr 1995 wurde der Sarkophag des Heinrich Posthumus aus konservatorischen Gründen aus der Salvatorkirche geborgen und in die neue Johanniskirche Gera überführt. Im Jahr 2007 wurde das gesamte Konvolut der Reußen-Sarkophage wiederum aus konservatorischen Gründen in die alte Feierhalle des Ostfriedhofs Gera umgesetzt. Diese perspektivisch ungeklärte Zwischenlösung führt dazu, dass dieses einzigartige barocke Zeugnis in seiner historischen und musikgeschichtlichen Bedeutung der Öffentlichkeit nicht zugänglich ist.
In Einzelausstellungen wurde die Bedeutung des Sarkophags gewürdigt: So hieß er als Prunkstück im Entree während der Thüringer Landesausstellung 2004 auf Schloss Sondershausen die Besucher willkommen. Danach wurde er zeitweise im Heinrich-Schütz-Haus in Bad Köstritz, der Geburtsstadt von Heinrich Schütz und Geraer Nachbarstadt, ausgestellt. In den Jahren 2010 und 2011 schließlich wurde er im Rahmen der Ausstellung Mit Fried und Freud ich fahr dahin. Protestantische Begräbniskultur der Frühen Neuzeit im Museum für Sepulkralkultur in Kassel und im Stadtmuseum Gera gezeigt.
Neuerdings gibt es Pläne, die Gruft wieder freizulegen, Heinrichs und neun weitere Reuß-Sarkophage dort wieder aufzustellen und den Ort für die Öffentlichkeit zugänglich zu machen. Die Ausschachtungsarbeiten begannen im August 2017.

## Ehen und Nachkommen
Heinrich (II.) war zweimal verheiratet. Zuerst 1594 mit Magdalena (1572–1596), Tochter des Grafen Wolfgang von Hohenlohe-Weikersheim-Langenburg, mit der er eine Tochter hatte:
- Dorothea Magdalene (1595–1646[6]), heiratete 1620 Burggraf Georg von Kirchberg

In zweiter Ehe heiratete er 1597 Magdalene (1580–1652), Tochter des Grafen Albrecht VII. von Schwarzburg-Rudolstadt, mit der er folgende 17 Kinder hatte:
- Juliane Marie (1598–1650), heiratete 1614 Graf David von Mansfeld-Schraplau
- Heinrich I. (*/† 1599)
- Agnes (1600–1642), heiratete 1627 Graf Ernst Ludwig von Mansfeld-Heldrungen
- Elisabeth Magdalene (1601–1641)
- Heinrich II. (1602–1670), Herr zu Gera und Saalburg
- Heinrich III. (1603–1640)
- Heinrich IV. (1604–1628)
- Heinrich V. (*/† 1606)
- Heinrich VI. (*/† 1606)
- Sophie Hedwig (1608–1653)
- Dorothea Sibylle (1609–1631), heiratete 1627 Christian Freiherr Schenk von Tautenburg († 3. August 1640)
- Heinrich VII. (1610–1611)
- Heinrich VIII. (*/† 1613)
- Anna Katharina (1615–1682)
- Heinrich IX. (1616–1666), Herr zu Schleiz
- Ernestine (1618–1650), heiratete 1639 Otto Albrecht von Schönburg-Hartenstein
- Heinrich X. (1621–1671), Herr zu Lobenstein und Ebersdorf

## Ehrungen
Ihm zu Ehren trägt seit 2008 ein Triebfahrzeug der Geraer Straßenbahn seinen Namen.